# 中国青年民主党
中国青年民主党是1986年于上海市成立的组织，翁正明任总书记。1989年，翁正明被当地公安机关抓捕，该党被认定为反革命集团。

## 历史
1986年，虹口区昆山花园路个体服装户翁正明成立中国青年民主党，并担任总书记，上海机械学院进修生吴明山任组织部长，卢国民任保卫部长。该党起草了《总纲》，宣称中国青年民主党是“中国青年的先锋队”，提出党的最高目标是推翻中国共产党的领导。翁正明指出“现在中国共产党不行了，中国必须成立一个反对党”。
1989年4月六四事件发生之际，中国青年民主党频繁活动，在复旦大学、同济大学等高校发展党员。中国青年民主党刻制印章，印制《总纲》和《党员登记表》，并决定去外地发展党员。5月17日，翁正明等人加入上海学生游行队伍，并打出“上海市民声援团”的横幅。
6月初，上海市公安局政保处获知翁正明组建中国青年民主党的线索，并于6月10日抓捕翁正明、吴明山及其他5人，该党被认定为反革命集团。